# Fenland
Fenland ist ein Distrikt in der Grafschaft Cambridgeshire in England. Verwaltungssitz ist March. Weitere bedeutende Orte sind Chatteris, Whittlesey und Wisbech. Partnerstadt in Deutschland ist Nettetal.
Der Bezirk wurde am 1. April 1974 gebildet und entstand aus der Fusion des Borough Wisbech, der Urban Districts Chatteris und Whittlesey Urban District sowie der Rural Districts North Witchford und Wisbech.

## Städtepartnerschaften
- Sunshine Coast in Queensland, Australien
- Nettetal in Deutschland

Koordinaten: 52° 34′ N, 0° 3′ O